# Droga wojewódzka nr 917
Droga wojewódzka nr 917 (DW917) – droga wojewódzka w województwie śląskim, w powiecie raciborskim prowadząca od skrzyżowania z drogą krajową nr 45 w raciborskiej dzielnicy Sudół, przez Bojanów oraz Krzanowice do dawnego przejścia granicznego na granicy polsko-czeskiej Krzanowice-Chuchelná.